# Inês Lobo
Inês Lobo (geboren 1966 in Lissabon) ist eine portugiesische Architektin. Zusammen mit der bildenden Künstlerin Fernanda Fragateiro erhielt sie 2017 den Millennium BCP Award anlässlich der Architekturtriennale Lissabon, der von der Associação Internacional de Críticos de Arte (AICA) und dem Portugiesischen Kulturministerium vergeben wird.

## Beruflicher Werdegang

### Ausbildung und erste berufliche Schritte
Lobo begann ihr Studium an der Fakultät für Architektur der Universität Porto, wo sie die Professoren Sérgio Fernandez, Henrique Carvalho und Fernando Távora schätzen lernte. Nach einem Jahr wechselte sie an die Escula Superior da Belas Arte in Lissabon und machte ihren Abschluss 1989 an der Architekturfakultät der Technischen Universität Lissabon (FAUTL). Nach eigenen Angaben lernte sie auch von ihren Kollegen Nuno Grande, João Pedro Serôdio, Cristina Guedes, Francisco Vieira de Campos und Pedro Cortesão.
Zwischen 1990 und 1996 arbeitete sie mit dem Architekten João Luís Carrilho da Graça, ihrem ehemaligen Lehrer, zusammen. Im Jahr 1996 gründete sie ein Atelier mit dem Architekten Pedro Domingos, mit dem sie bis 2001 zusammenarbeitete.

### Lehrtätigkeiten
Unmittelbar nach Beendigung ihres Studiums arbeitete sie als Dozentin für Design an der Technischen Universität Lissabon. Seit 2000 ist sie Gastdozentin für Architektur an die Universidade Autónoma de Lisboa (DA/UAL) und unterrichtet Projekt IV und V.

### Inês Lobo Arquitectos
Im Jahr 2002 gründete sie ihr eigenes Architekturbüro Inês Lobo Arquitectos, das Projekte in unterschiedlichen Bereichen entwickelt: Schul- und Wohnungsbau als auch Gebäudesanierungen und Gestaltung des öffentlichen Raumes.

## Werke

### Urbane Projekte
2012 erhielt Lobo den Auftrag einen Masterplan für die Colina de Santana zu entwickeln. Es war in Planung, dass sechs Krankenhäuser an die Peripherie von Block verlegt werden sollten. So wurde es notwendig, einen Plan für die entstehenden Leerräume zu entwickeln. Lobo entwickelte dafür den Masterplan und teilte das Gelände zunächst ein in Kulturerbe, öffentlicher Raum und private Nutzung. 2019 wurde sie eingeladen, eines der 12 Projekte des Ideenwettbewerbs der Calouste-Gulbenkian-Stiftung (FCG) für die Erweiterung des Gartens und des ehemaligen Zentrums für Moderne Kunst (CAM) in Lissabon vorzustellen.

### Gebäude
2009 war das Haus in Magoito bezugsfertig. Es liegt nahe dem Sintra-Cascais-Naturpark in Meeresnähe. Der Eingangsbereich wird durch zwei lange Mauern gesäumt, die sich am Ende in den Gebäudemauern fortsetzen. Sie schützen Innenhof und Gärten vor dem Wind. Zum Meer hin geben große Glasfronten den Blick frei.
Aus einem 1916 erstellten Gebäude der Sociedade Alentejana de Moagem, einer alten Mühle, wurde in den 1970er Jahren die Nudelfabrik Leões. Es war ein monumentales Gebäude, das um Maschinen herum entstanden ist. 2006 erhielt Lobo zusammen mit Ventura Trinidade Arquitectos den Auftrag, daraus Räumlichkeiten für die Kunst- und Architektur-Fakultät in Évora zu schaffen. Die Nebengebäude, die nicht unmittelbar zur ursprünglichen Fabrik gehörten, wurden entfernt, der Gebäudekern entrümpelt. Der alten Struktur wurde ein neues Gebäude hinzugefügt für die Werkstätten, Lehrsäle und eine Cafeteria, das in seiner metallenen, wenn auch überdimensionierten Form an die Überdachung der früheren Eisenbahngleise erinnert. Zwischen den Gebäuden entstand der Campus. Das Gebäude wurde 2010 den Dozenten und Studenten übergeben.
2016 wurden die Bibliothek und das Archiv Luís da Silva Ribeiro in Angra do Heroísmo fertiggestellt. Das helle, transparente Gebäude besteht aus zwei langgezogenen gestapelten Strukturen, die an den Palazzo Silveira e Paulo angrenzen. Sie fügen sich in die Überreste der historische Fabrik ein. Im Innern wurde die Möbelfarbe je nach Funktion unterschiedlich gewählt.

### Temporäre Projekte
Lobo war Mitglied der portugiesischen Vertretung auf der Internationalen Architekturbiennale 2009 in São Paulo (Brasilien). 2012 war sie Generalkuratorin der offiziellen portugiesischen Vertretung auf der Architekturbiennale Venedig mit dem Projekt Lisbon Ground. Auch 2016 und 2018 wurde sie eingeladen, im Namen Portugals an der Architekturbiennale Venedig teilzunehmen.
Im Jahr 2020 nahm Lobo an einer von der FCG geförderten Ausstellung teil. Die Teilnehmer der Ausstellung neben Inês Lobo waren Aires Mateus (Portugal), Barbas Lopes (Portugal), Carla Juaçaba (Brasilien), Christ & Gantenbein (Schweiz), John Pawson (Großbritannien), Jun’ya Ishigami (Japan), Less is More (Portugal), Pedro Domingos (Portugal), SAMI (Portugal) und Tatiana Bilbao (Mexiko).

## Preise und Ehrungen
- 1999: Mit Pedro Domingos Sonderpreis der Jury im Wettbewerb "Sarajevo Concert Hall" – 9. und 10. Biennale junger europäischer und mediterraner Künstler.
- 2000: Mit Pedro Domingos 1. Platz im öffentlichen Wettbewerb für den Entwurf des architektonischen Projekts für den Camélias-Park, Hafen von Porto 2001 Kulturhauptstadt Europas.
- 2001: Mit João Gomes de la Siva 1. Platz im zweistufigen Wettbewerb für den Entwurf des detaillierten Plans für den Stadtpark Tarello-Brescia und die dazugehörigen Gebäude, Italien.
- 2001: 1. Platz im Wettbewerb für die "Ausarbeitung des Projektes der Gebäude von realinhamento und öffentlichem Raum der Straße D. Maria II, im Cacém.
- 2002: Mit João Mendes Ribeiro 2. Platz (in Zusammenarbeit) für das Entwicklungsprojekt des Mosteiro de Santa Clara-la-Vieja und des umliegenden Geländes, Coimbra.
- 2014: ArcVision – Preisträgerin des Preises für Frauen und Architektur für die Sekundarschule Avelar Brotero in Coimbra, den Kunst- und Architekturkomplex der Universität von Évora und den Firmensitz von Ferreira Construções.[19]
- 2017: Auszeichnung der portugiesischen Sektion der Internationalen Vereinigung der Kunstkritiker in der Kategorie Architektur für ihren "ungewöhnlichen beruflichen Werdegang".[7]

## Projekte

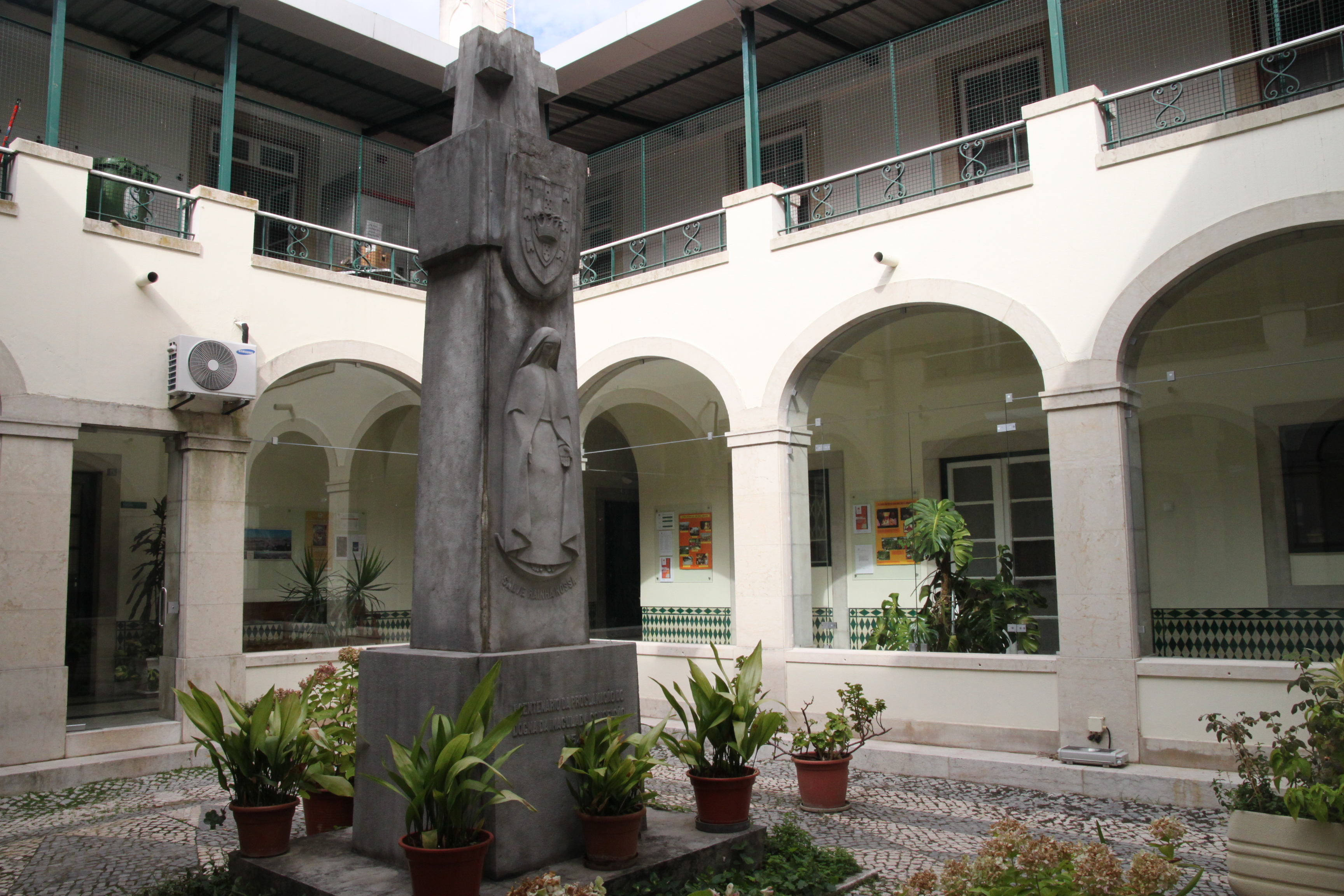
Innenhof des restaurierten Orden São João de Deus 2009

Projekte in der Reihenfolge ihrer Fertigstellung
- 2009: Schaffung eines Museums und Mönchszellen für den Ordem São João de Deus (Orden des Heiligen Johannes von Gott) im Kloster Sintra.[20]
- 2009: Wohnhaus Magoito in Azenhas do Mar, São João das Lampas, Sintra.[11][10]
- 2009: Firmensitz von Ferreira Construções, Porto.[21]
- 2010: Umgestaltung und Erweiterung des Avelar Brotero Gymnasiums in Coimbra.[22][23]
- 2010: Mit Ventura Trinidade Arquitectos Umbau und Erweiterung der ehemaligen Fábrica dos Leões, einer Nudelfabrik, zur neuen Kunst- und Architekturfakultät der Universität Évora, Évora.[13]
- 2010: Reihenhäuser für das Bom Sucesso Design Resort, einem Golf- und Countryclub, Óbidos.[24][25][2]
- 2011: Renovierung des Joaquim Carvalho Gymnasiums in Figueira da Foz.[26]
- 2011: Erweiterung des Francisco Rodrigues Lobo Gymnasiums, Leiria.[27][28]
- 2013: Sozialwohnungsviertel Rainha D. Leonor, Porto.[29]
- 2015: Umgestaltung und Erweiterung des Dr. Mário Sacramento Gymnasiums, Aveiro.[30][31]
- 2016: Öffentliche Bibliothek und Archiv Luís da Silva Ribeiro, Angra do Heroismo, Azoren.[15]

Gewonnene Wettbewerbe ohne Realisierung
- 1998: Portugiesische Botschaft, Berlin. Das Grundstück ist vorhanden. Bis heute gab es jedoch keine Bautätigkeit.[32]
- 2000: Parque das Camélias, Porto (2000)[3]
- 2002: Amphitheater auf dem Campus der Universidade dos Azores, Ponta Delgada[3]

Temporäre Projekte
- 2009: Offizielle portugiesische Vertretung auf der Architekturbiennale São Paulo, Brasilien.[1]
- 2012: Projekt „Lisbon Ground“ und als Generalkommissarin für die portugiesische Vertretung auf der Architekturbiennale Venedig.[33]
- 2016: Architekturbiennale Venedig, Italien.[17]
- 2018: Architekturbiennale Venedig, Italien.[17]

## Veröffentlichungen
- Mit Filipa Ramalhete, Margarida Tavares da Conceição: Atlas Almirante Reis. Tinta da Chian Edições, Lisboa 2020, ISBN 978-989-671-560-1 (portugiesisch).
- Garage films (Lisbonne). In: José Manuel das Neves (Hrsg.): Arquitecturas = Architectures. Caleidoscópio, DL, Casal de Cambra 2007, ISBN 978-989-8010-76-6 (portugiesisch).
- Frente marítima da Póvoa do Varzim, Chancelaria e residência da embaixada de Portugal em Berlin, Anfiteatro do campus universitário da universidade dos Açores. In: Pedro Gadanho, Luís Tavares Pereira (Hrsg.): Influx: arquitectura portuguesa recente = recent portuguese architecture. Civilizaçao, 2003, ISBN 978-972-26-2133-5 (portugiesisch).
- Inês Lobo: conjunto de habitação municipal rainha D. Leonor, Porto = Inês Lobo: Rainha Dona Leonor municipal housing complex, Porto. In: Jornal de arquitectos. Nr. 236, 2009, S. 52–59 (portugiesisch, englisch).